# Maison en pierre (Francfort-sur-le-Main)
La Maison en pierre, en allemand Steinernes Haus, est un bâtiment historique de style gothique tardif situé dans la vieille ville de Francfort-sur-le-Main.
Presque détruite lors des bombardements aériens de mars 1944, elle est reconstruite à l'identique pour sa partie extérieure.

## Histoire
La maison est située au no 44 du Markt (de), rue historique qui relie la cathédrale au Römerberg.
Elle est bâtie pour le compte d'une riche famille de la ville, la famille von Melem. Au XVIIe siècle, la maison est louée puis tombe en désuétude. La ville rachète le bâtiment à la fin du XIXe siècle et le fait rénover ; elle en cède l'usage à la Société artistique en 1907. Lourdement endommagée en 1944, ce n'est qu'en 1955 que le Conseil municipal en décide la reconstruction à l'identique. Les travaux durent de 1959 à 1962, date de son inauguration.
Le lieu héberge toujours la Société artistique Frankfurter Kunstverein qui y organise des expositions d'art.

## Galerie

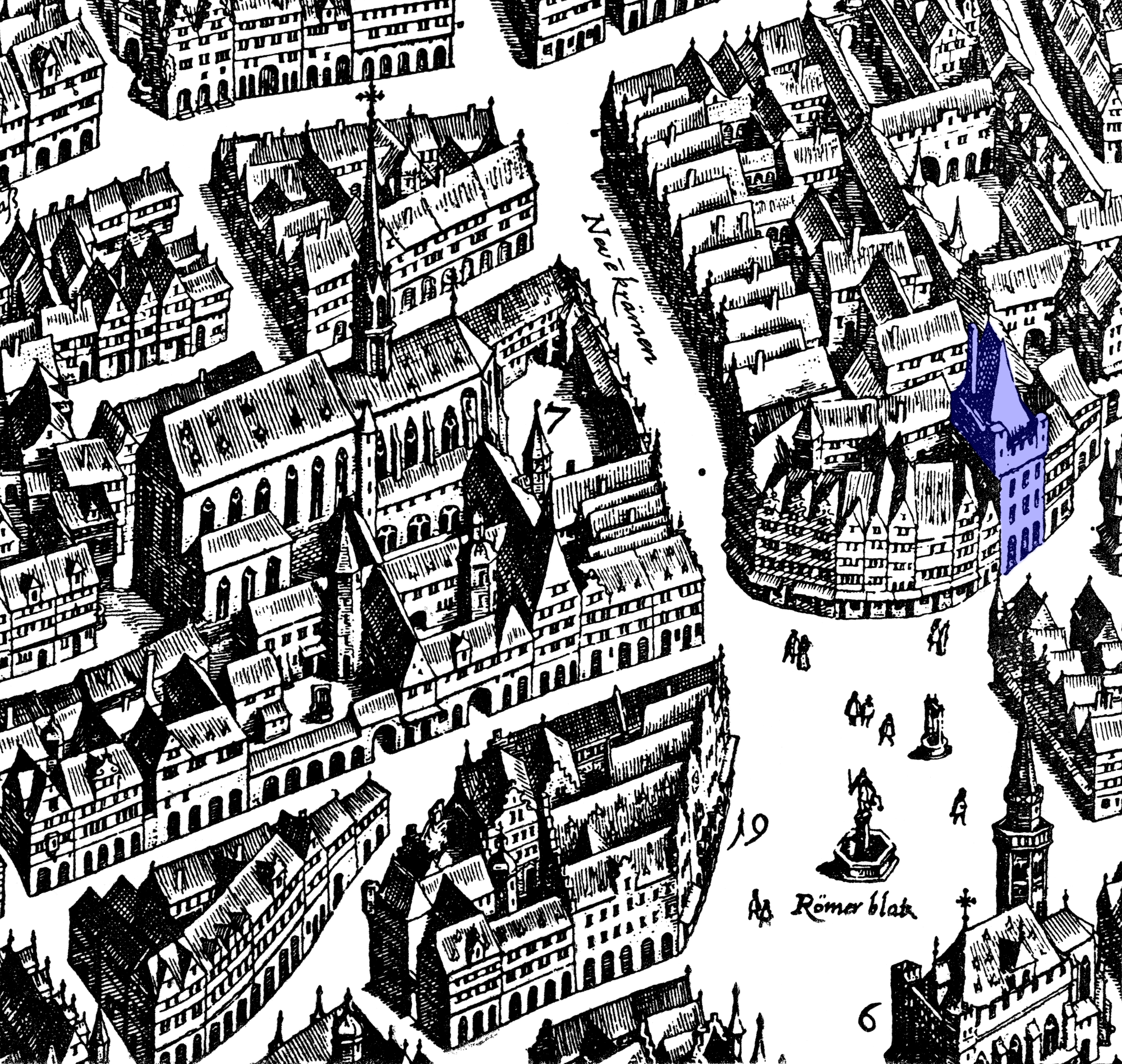
Position sur le grand plan à vue d’oiseau de Matthäus Merian, 1628.
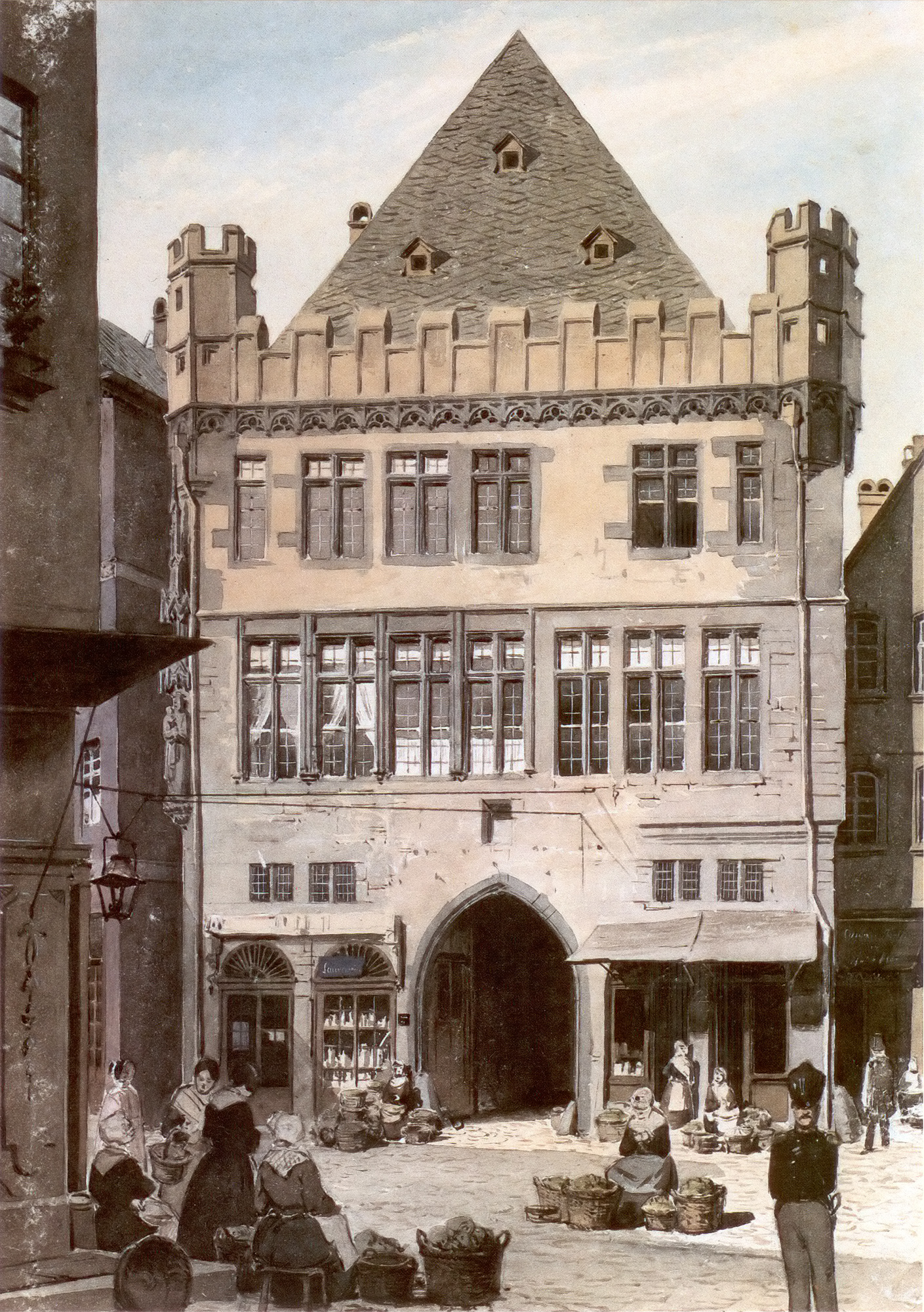
Aquarelle de Carl Theodor Reiffenstein, 1845.
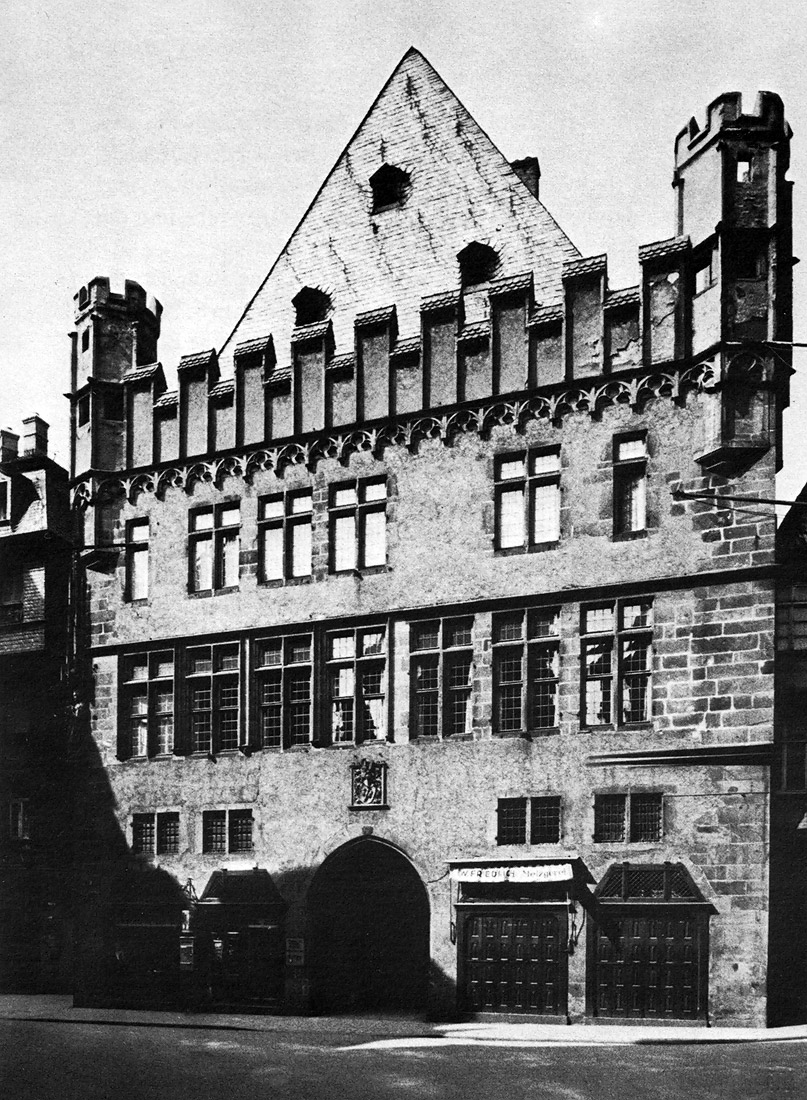
Après sa rénovation, 1910.
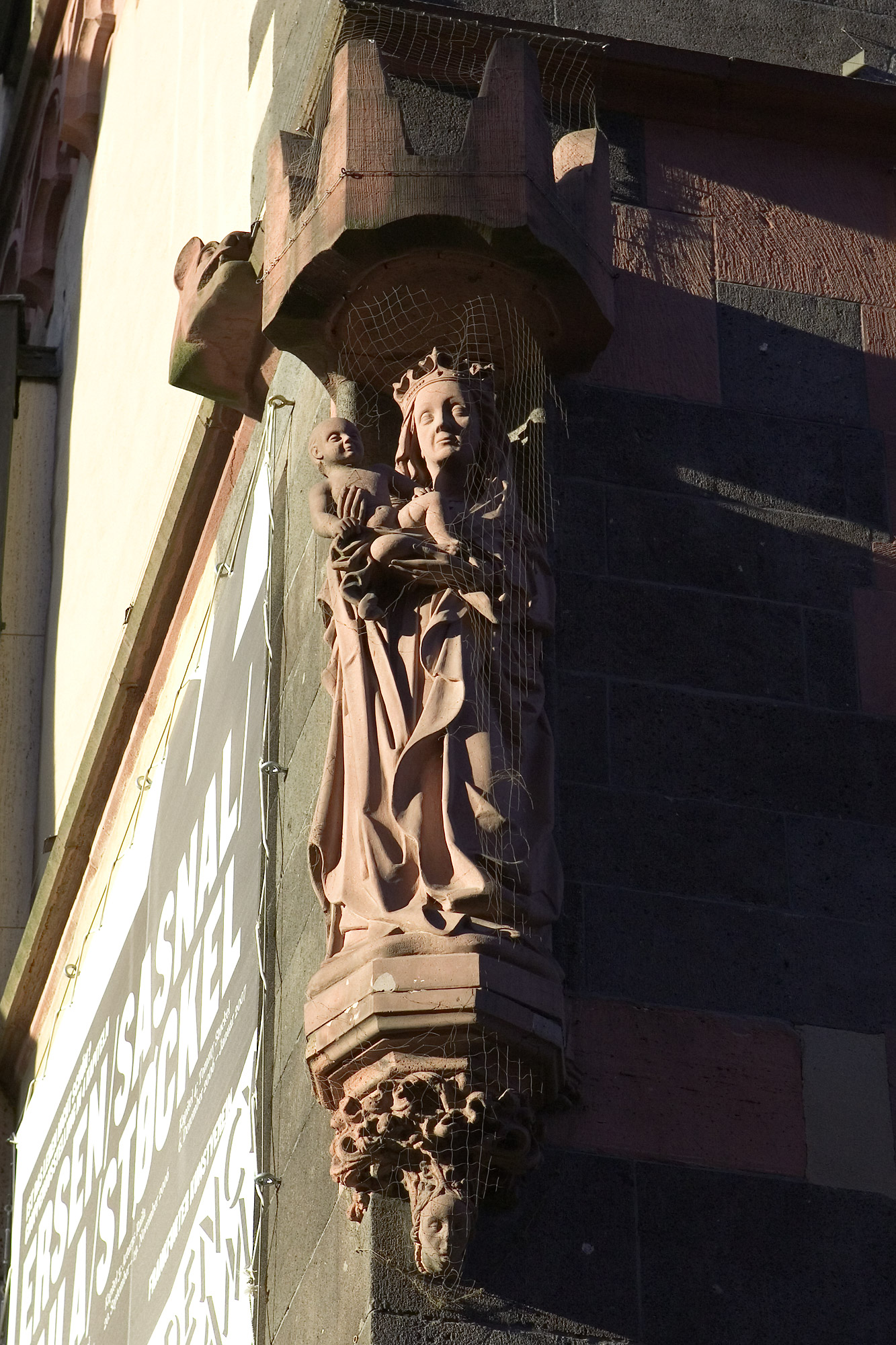
Madonne à l'angle, sculptée à l'identique de celle détruite.